# Róbert Jakab
Róbert Jakab (ur. 23 lipca 1976 w Nitrze) – słowacki aktor i komik. W 1998 roku został laureatem nagród DOSKY jako objawienie sezonu (za udział w sztuce Na koho to slovo padne).

## Filmografia (wybór)
- 1997: V zajetí lásky
- 1998: Horská služba (serial telewizyjny)
- 1999: Šest statečných
- 2002: Květ štěstí
- 2007: Rozhovor s nepřítelem
- 2008–teraz: Panelák (serial telewizyjny)
- 2008–teraz: Mesto tieňov (serial telewizyjny)
- 2009: Rádio Hijó (serial internetowy)
- 2009: Bratislavafilm
- 2009–teraz: Partička (program telewizyjny)
- 2018: Milenky (serial telewizyjny)